# Pitsargali
Pitsargali (en georgiano: ფიცარღალი) o Abitsarakvara (en abjasio: Абыцаракәара, romanizado: Abytsarakvara) es una aldea que pertenece a la parcialmente reconocida República de Abjasia, dentro del distrito de Gali, aunque de iure es parte del municipio de Gali de la República Autónoma de Abjasia de Georgia.

## Geografía
Las aldea se administra desde el pueblo de Kvemo Barguebi. 